# Кільке (культура)
Кільке — стародавня андська культура, що існувала у періоді між 900 та 1200 роками в долинах Куско та Урубамба. На її зміну в долині Куско прийшли різні народи, зокрема інки. Була відкрита на початку 1940-х років американською експедицією під керівництвом Джоном Роу.

## Характеристика
Походження цієї культури залишається неясним. Кільке прийшла на зміну короткому періоду панування в даному районі уарі, чиї творці спорудили у верхів'ях Урубамби свій найбільший провінційний форпост Пікільякту. Нижче за течією Урубамби безпосередньо передуючих пам'ятників кільке не виявлено. Не відомо чи існували у кільке якісь державні утворення та їх історія.
Культура кільке тлумачиться по-різному. Відповідно до гіпотези перуанської дослідниці М. Ростворовскі де Дієс Кансеко, кільке — це культура народу айярмака, що жив в Куско до приходу власне інків. Своє місто вони називали Акомана. Айярмака і пізніше зберегли відносну самобутність. Проте цю теорію надалі було відкинуто.
Відповідно до письмових джерел, на початку XV ст. в Куско і поблизу від нього жило безліч племен, які говорили на мовах кечуа, аймара, пукіна. Залишені окремими етнічними групами археологічні пам'ятники цього району погано відрізняються і всі об'єднуються поняттям культури кільке.

## Кераміка
Керамікою кільке користувалися перші інки. Стала однією з основ для розвитку кераміки інків. Присутні зв'язки між деякими посудинами кільке і похоронними урнами, які виготовляли в кінці I— поч. II тис. н. е. мешканці північно-західної Аргентини. Більш віддалені впливи простежуються з урнами культури маражоара з гирла Амазонки.

## Будівництво
Стосовно храмів та типів будинків немає точних відомостей. Найбільше збереглися види будівель культури кільке. У 2007 році археологи біля Саксайуамана виявили давнім храм кільке.